# オサラッペ川
オサラッペ川（オラサッペがわ）は、北海道上川郡鷹栖町と旭川市を流れる石狩川の支流。

## 概要
鷹栖町と和寒町との境界線にある噛伊尻、別名白妙山系を水源として、鷹栖町内を流れ旭川市との境界付近で石狩川と合流する。管理区間は11.4km。

## 主な支流
- ヨンカシュペ川
- ハイシュベツ川
- キムクシュハイシュベツ川

## 名称由来
アイヌ語の「オ・サル・ペツ(O-sar-pet)⇒川尻・葦原・川」、または「オ・サラ・ペツ(O-sara-pet)⇒川尻・開いている・川」に由来するという説がある。

## 主な橋梁
- 治水橋 - 北海道道251号雨竜旭川線
- 青竜橋 - 北海道道99号和寒鷹栖線
- 静福橋
- 北野橋
メロディー橋の愛称で知られる。
- 鷹栖橋 - 北海道道72号旭川幌加内線
- 近文橋
- 白河橋 - 北海道道1125号嵐山公園線
一般道で車両が通れる最下流の橋。
- オサラッペ橋 - 道央自動車道
- チノミシリルイカ橋
車両の通行は不可能。
- 天女川鉄道橋 - 函館本線
- 草苗橋